# Gosong Telaga Selatan
Gosong Telaga Selatan is een bestuurslaag in het regentschap Aceh Singkil van de provincie Atjeh, Indonesië. Gosong Telaga Selatan telt 844 inwoners (volkstelling 2010).